# 儿童保护
儿童保护（Child Protection）是指保护儿童免受暴力、剥削、虐待和忽视的伤害。 它涉及识别潜在危害的迹象。这包括对虐待的指控或怀疑作出回应，提供保护儿童的支持和服务，并追究侵害他们的人的责任。
儿童保护的主要目标是确保所有儿童安全无虞，不受伤害或危险。 儿童保护还致力于通过制定能够在危害发生之前识别和应对风险的政策和制度，来预防未来的伤害。
为了实现这些目标，研究表明，儿童保护服务应该以整体的方式提供。 这意味着要考虑影响个别儿童及其家庭受到伤害风险的社会、经济、文化、心理和环境因素。需要跨部门和跨学科合作，为儿童建立一个全面的支持和安全系统。
个人、组织和政府有责任确保儿童免受伤害，尊重他们的权利。这包括为儿童提供一个安全的环境，让他们成长和发展，保护他们免受身体、情感和性虐待，并确保他们有权获得教育、医疗和满足基本需求的资源。